# 楠葉絵美
楠葉 絵美（くすば えみ、1980年4月28日 - ）は、日本のフリーアナウンサー。TBSラジオキャスター。TBSグロウディア所属。神奈川県横浜市生まれ、千葉県浦安市育ち。

## 来歴
駒澤大学高等学校、駒澤大学卒業。
TBSラジオ交通情報キャスターとして、2007年9月25日から交通情報千葉県警を担当。2016年8月26日より警視庁担当となる。また、2008年9月8日から、TBSラジオの携帯サイトにて「アニヲタキャスターのヲタク道」コーナーを担当。
- 趣味はアニメ、漫画、週1の秋葉原[1]。
- セールスポイントはハスキー声[1]。
- 小学生の時、歯並びの良さ・虫歯が無い児童として千葉県で1番になった[1]。
- 中学時代の同級生に玉田圭司がいた。
- あだ名はスミレちゃん[2]、くすっぺ。[3]

## 出演番組

### 現在
- 交通情報 （千葉県警担当、2007年9月25日 - 2016年6月29日）→（警視庁担当、2016年8月26日 - ）
- 毒蝮三太夫のミュージックプレゼント （アシスタント）
- 蓮見孝之 まとめて!土曜日（「人権TODAY」街頭中継担当）
- 安住紳一郎の日曜天国 （「お出かけリサーチ」担当）
- レック Pressents プロレスの勝ち！ neo（アシスタント）
- TBSニュース（ラジオ）（不定期、主に月曜深夜から火曜早朝）

### 過去
- 954ナビ
- クラブ954スペシャル
- 土曜ワイドラジオTOKYO 永六輔その新世界 （「道の駅週末情報」、「乙女探検隊」、「乙女の笑顔でおじゃまします」担当）
- 荒川強啓 デイ・キャッチ! （「うわさの調査隊」担当）
- 中村尚登 ニュースプラザ（「人権TODAY」担当）
- かーずラジオ～夏子乗せ～（ニコニコアニメチャンネル、2009年1月22日にゲスト出演）
- 小島慶子 キラ☆キラ（東京消防庁 情報キャスター）
- 小倉優子の Tokyo Local（ポッドキャスト番組、アシスタント）
- 土曜朝イチエンタ。堀尾正明+PLUS!（「人権TODAY」担当）
- ガリンペイロ (ラジオ番組) (ストーリーテラー)
- たまむすび（東京消防庁 情報キャスター）
- JRN・TBSラジオ開票特別番組「開票ライブ2022!参院選」
  - 第26回参議院議員通常選挙執行日（2022年7月10日）の深夜から翌11日の未明にかけて生放送。主要政党の選挙事務所からの中継リポートを、「記者」という肩書で担当した。
- アフター6ジャンクション（2023年9月5日） - 18時台後半「CULTURE TALK」ゲスト
  - 映画『劇場版シティーハンター 天使の涙（エンジェルダスト）』が同月9日から公開されることを受け、『シティーハンター』の「ガチオタク」としてゲスト出演。なお、公開後の同月12日の『アフター6ジャンクション』の交通情報コーナー担当時には、同映画を既に7回鑑賞したと明かしている。